# Подольские Товтры (национальный парк)
Национальный природный парк Подольские Товтры (укр. Національний природний парк «Подільські Товтри») — национальный парк, расположенный в Хмельницкой области Украины. Находится на территории Каменец-Подольского и Хмельницкого районов. Национальный природный парк «Подольские Товтры» вошёл в число семи природных чудес Украины в 2008 году. С 13 июля 2017 года, национальный парк «Подольские Товтры» входит в мировое наследие Юнеско, как один из массивов Буковых лесов Карпат и других регионов Европы.

## История

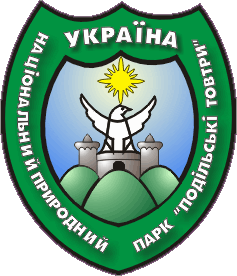
Логотип парка

Национальный природный парк создан Указом Президента Украины от 27 июня 1996 года, для сохранения, воспроизводства и рационального использования природных ландшафтов Подолья с уникальными историко-культурными комплексами, которые имеют высокое природоохранное, эстетическое, научное, рекреационное и оздоровительное значение.
«Подольские Товтры» является природоохранным, рекреационным, культурно-образовательным, научно-исследовательским учреждением общегосударственного значения. Парк подчинён Министерству охраны окружающей природной среды Украины.

## Общие сведения

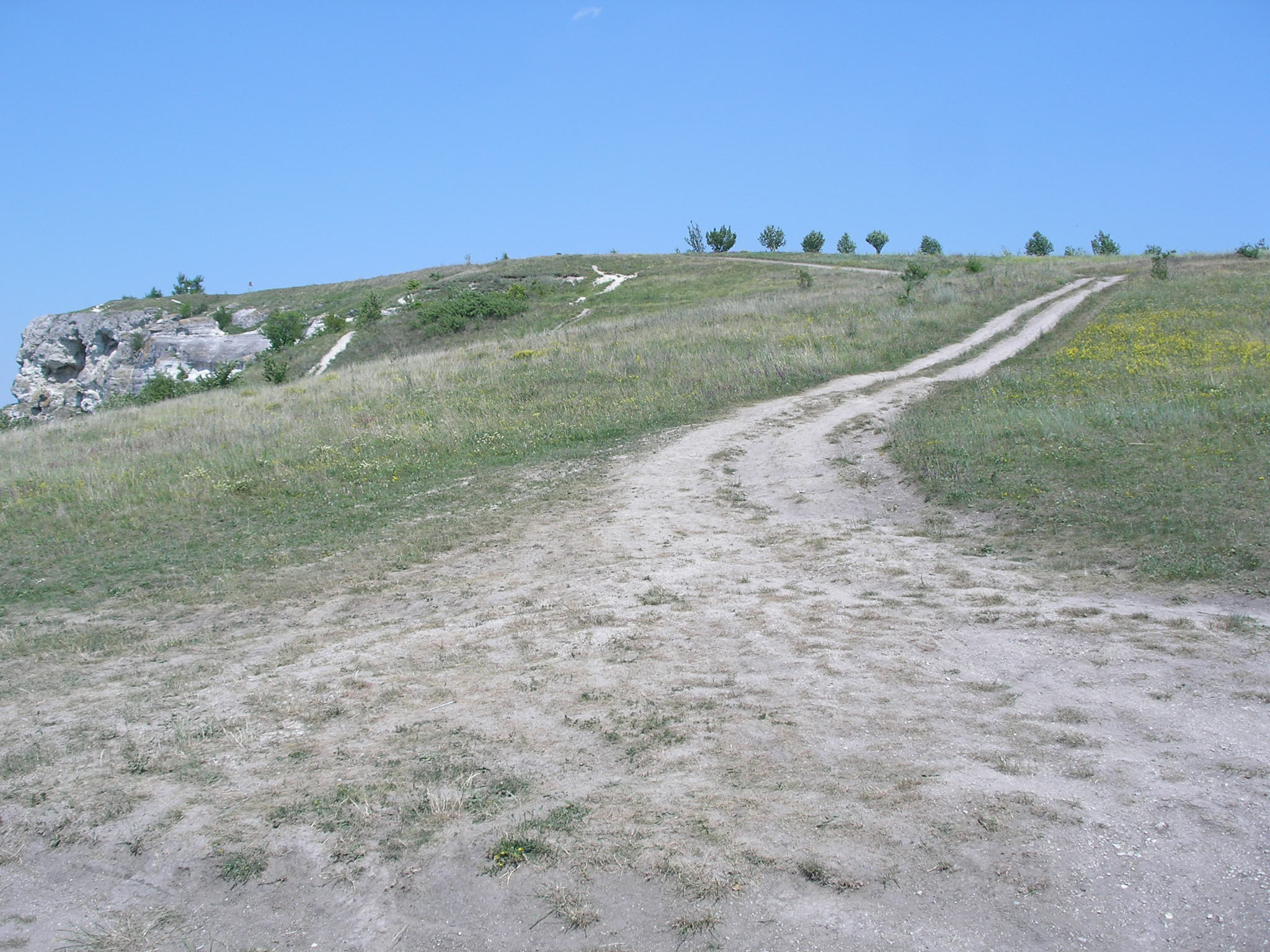
Дорога к парку

Общая площадь территории парка — 261 316 га, из них в собственности парка находится 1300 га. По площади является крупнейшим парком Украины.
Имеющиеся на территории парка уникальные рукотворные объекты и неповторимые природные комплексы, создали исключительные условия для развития туризма, не только оздоровительного, но и познавательного. На территории парка находится под охраной 129 объектов природного заповедного фонда. Среди них есть парки и усадьбы разной степени сохранности и культурно-исторической ценности. Есть также 19 археологических памятников, более 300 историко-архитектурных памятников (в частности, в Каменце-Подольском — более 200 объектов).

## Физико-географические особенности территории парка

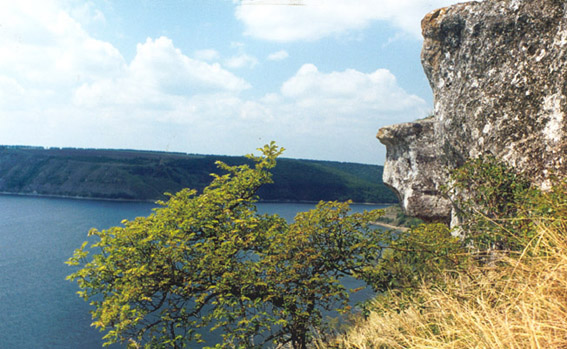
Панорама Днестра

Территория парка расположена в пределах двух физико-географических зон: Западно-Подольской области (физико-географические районы — Толтровый кряж и Западно-Подольское Приднестровье) и Приднестровско-Подольской лесостепной области (Могилёвское возвышение).
Толтровый кряж (или Медоборы) — это бывший барьерный риф, который образовался колониальными организмами (литотамниевыми водорослями, мшанками, устрицами, кораллами), которые жили в морях толтской и сарматской эпох. Кряж простирается по восточной окраине Подольской возвышенности на 200 км в виде ярко выраженного вала с большим количеством боковых ответвлений. Начинается он возле посёлка Подкамень во Львовской области и простирается в направлении Скалата, Каменца-Подольского и дальше, за Днестр, в Молдавию.
Гряда чётко выражена в рельефе и представленная цепочкой холмов с абсолютными отметками 400—486 м. (возвышение над близлежащей местностью составляет 40-60 м, а на участке Збруч — Каменец-Подольский — до 100 м). Вершины холмов и гряд — это хаотическое нагромождение известняковых глыб разных размеров.
Западно-Подольское Приднестровье занимает южный склон Подольской возвышенности от широты Бучач — Чортков — Смотрич до долины Днестра, и от устья Стрипы на западе до Толтровой гряды на востоке.
Рельеф Приднестровья имеет характерные черты ступенчатой равнины, которая расчленена глубокими долинами притоков Днестра. Территория района представляет собой волнистые междуречья и каньоноподобные долины меридионального направления.
Приднестровско-Подольская лесостепная область занимает часть южного склона Подольской возвышенности. Северная граница физико-географической области проходит по линии развития каньоноподобных долин левых приток Днестра, южной границей является Днестр. В геологическом отношении — это южный конец Побужского антиклинория Украинского кристаллического щита.
В рельефе области четко наблюдается ступенчатость, обусловленная наличием широких террас Днестра. Это область большого разнообразия микроклиматических условий, вызванных глубоким расчленением поверхности, наличием склонов различных экспозиций и крутизны.

## Геологическое строение парка
Территория парка по геологическому районированию соответствует Подольскому выступу кристаллического фундамента Восточноевропейской платформы, в результате чего только здесь на значительной территории наслоенные отложения верхнего докембрия, палеозоя (кембрийский, ордовик, силур), мезозоя (мел), кайнозоя (неоген) и антропогена.
Породы кристаллического фундамента представлены мигматитами, гнейсами, кристаллическими сланцами и метаультрабазитами бугско-днестровской и подольской серий. На поверхность они выходят на восток от Могилёв-Подольского. Западней, они постепенно погружаются под осадочные толщи фанерозоя и на территории заповедника залегают на глубине 400—600 м, где вскрыты только скважинами.
Большую ценность и значимость для рекреационного хозяйства парка составляет запас минеральных вод, что уже сегодня позволил сформировать эффективный профилактически-лечебного комплекса на базе минеральной воды типа «Нафтуся», содовой воды типа «Миргородская», минеральных вод с уникальными терапевтическими эффектами, разнообразными рассолами с повышенной концентрацией брома, йода и тому подобные.

## Флора и фауна

### Красная книга

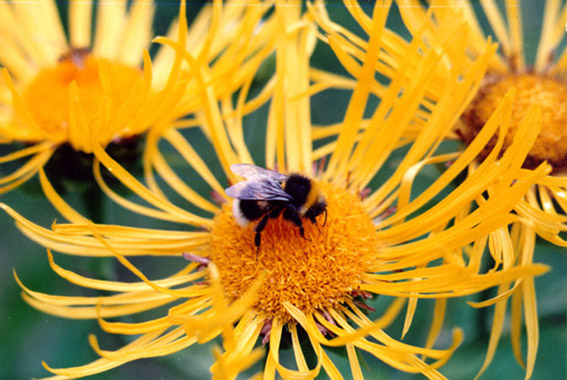

В Красную книгу Украины занесено 60 видов растений (сосудистые) и 85 животных (из них 14 — млекопитающих, 26 — птиц и 45 — насекомых).

### Флора
Произрастает 2977 видов, форм и сортов растений из разных климатических зон, в том числе 521 вид деревьев и кустарников, древесно-кустарниковой и травянистой флоры — 395 видов плодовых растений, 620 видов тропических, 111 видов полезных травянистых растений местной дикорастущей флоры.

### Фауна
Фауна позвоночных животных национального природного парка «Подольские Товтры» представлена около 366 видами. Из них млекопитающих — 71 вид, птиц — 223 вида, пресмыкающихся — 10 видов, земноводных — 11 видов, рыб — 51 вид.
В Красную книгу Украины (2009) занесено около 50 видов животных, распространенных на территории парка (из которых: около 5 видов рыб, 1 — земноводных, 3 — пресмыкающихся, около 20 — птиц и 28 — млекопитающих). Характерными представителями фауны парка включены в Красную книгу Украины, является малый подковонос, рыжая вечерница, большая ночница, обыкновенный ушан, европейская широкоушка, прудовая ночница, обыкновенный хомяк, речная выдра, филин, гоголь, серый сорокопут, зелёный дятел, зелёная ящерица, желтобрюхая жерлянка, вырезуб и другие. В Европейский красный список включены: прудовая ночница, бурый ушан, лещиновый волчок, речная выдра, волк, коростель; в списки Бернской конвенции: малый подковонос, большая ночница, обыкновенная пустельга, ушастая сова, удод, большой дятел, гребенчатый тритон и ряд других.

## Экологические проблемы
Осенью 2016 г. Государственная экологическая инспекция провела проверку охранного режима в национальном парке Подольские Товтры, в ходе которой были выявлены массовые нарушения экологического законодательства. Так, служба охраны парка, вместо того, чтобы фиксировать незаконные рубки леса, пытается их скрыть. Инспекция по фактам незаконной вырубки лесов насчитала свыше 200 тыс. гривен ущерба, а также потребовала отменить 9 незаконно выданных лесорубных билетов. Было также выявлено, что администрация парка подписала с предпринимателями 19 незаконных договоров на рекреационную деятельность. Кроме этого на территории парка инспекция выявила факты незаконного строительства жилых домов.

### Промышленность на территории природного парка «Подольские Товтры»
На территории парка функционирует Каменец-Подольский цементный завод (теперь ОАО «Подольский Цемент»), который негативно влияет на состояние окружающей среды.

## Галерея

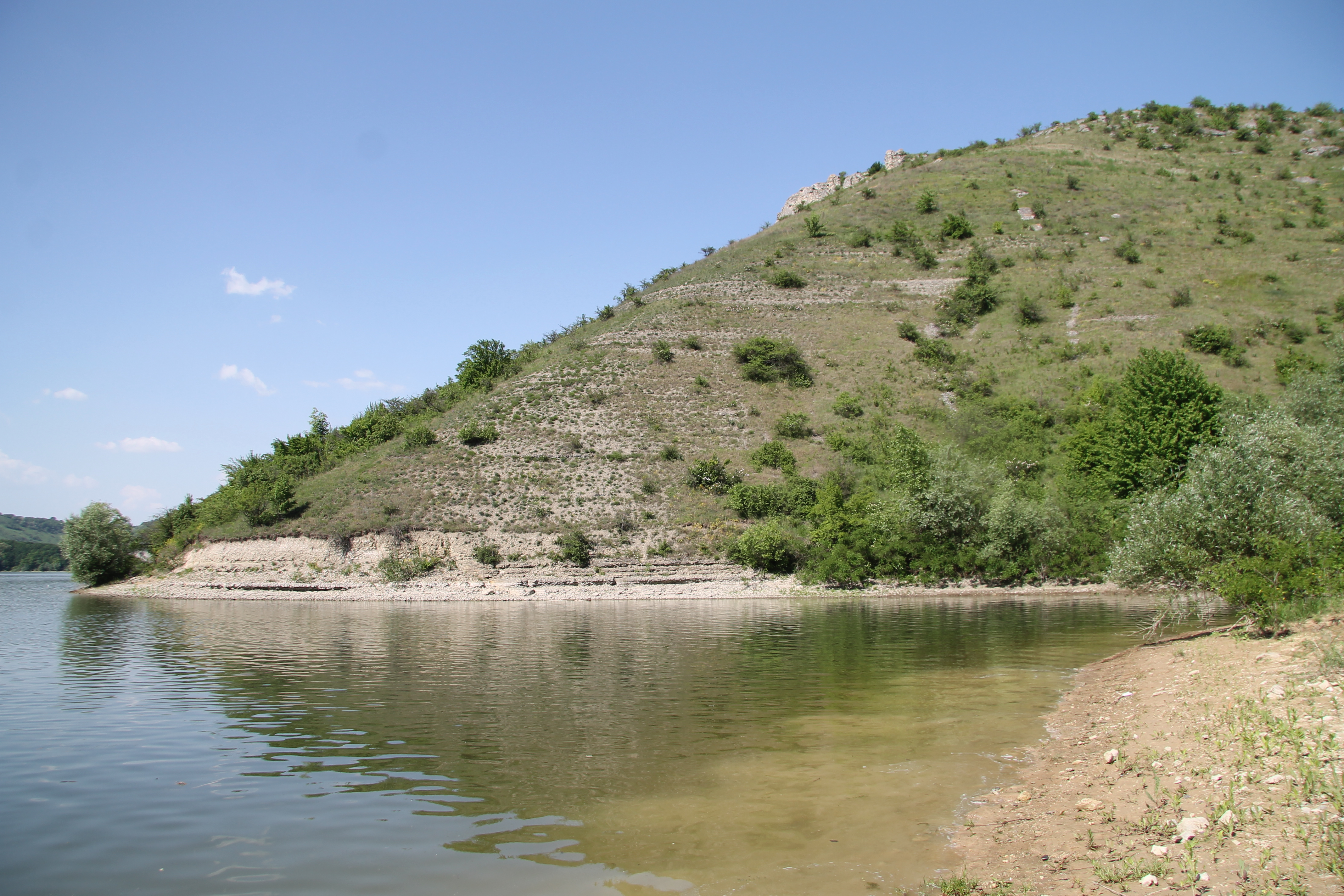
Товтра — крокодил
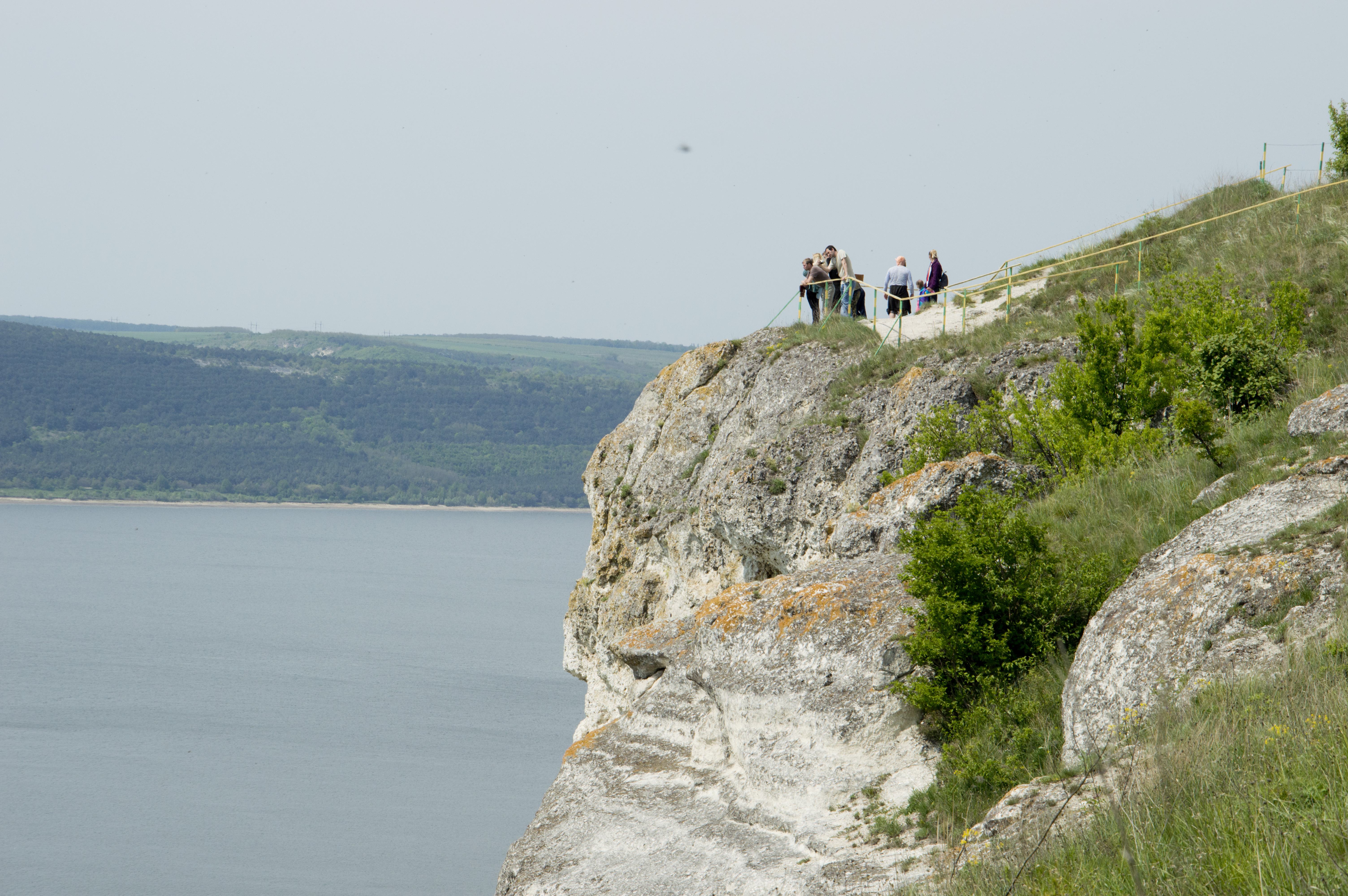
Удивительная Бакота
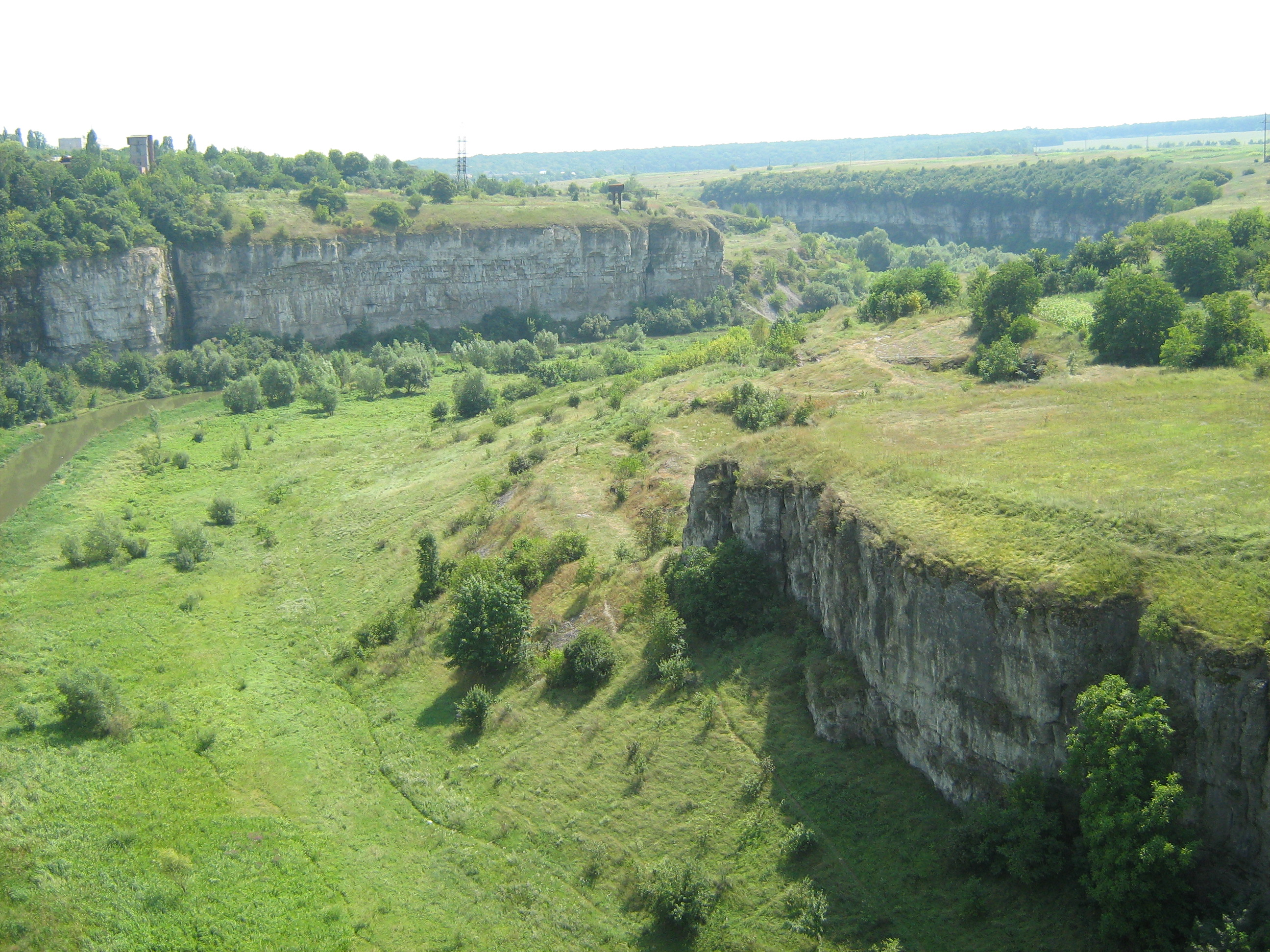
Смотрицкий каньон
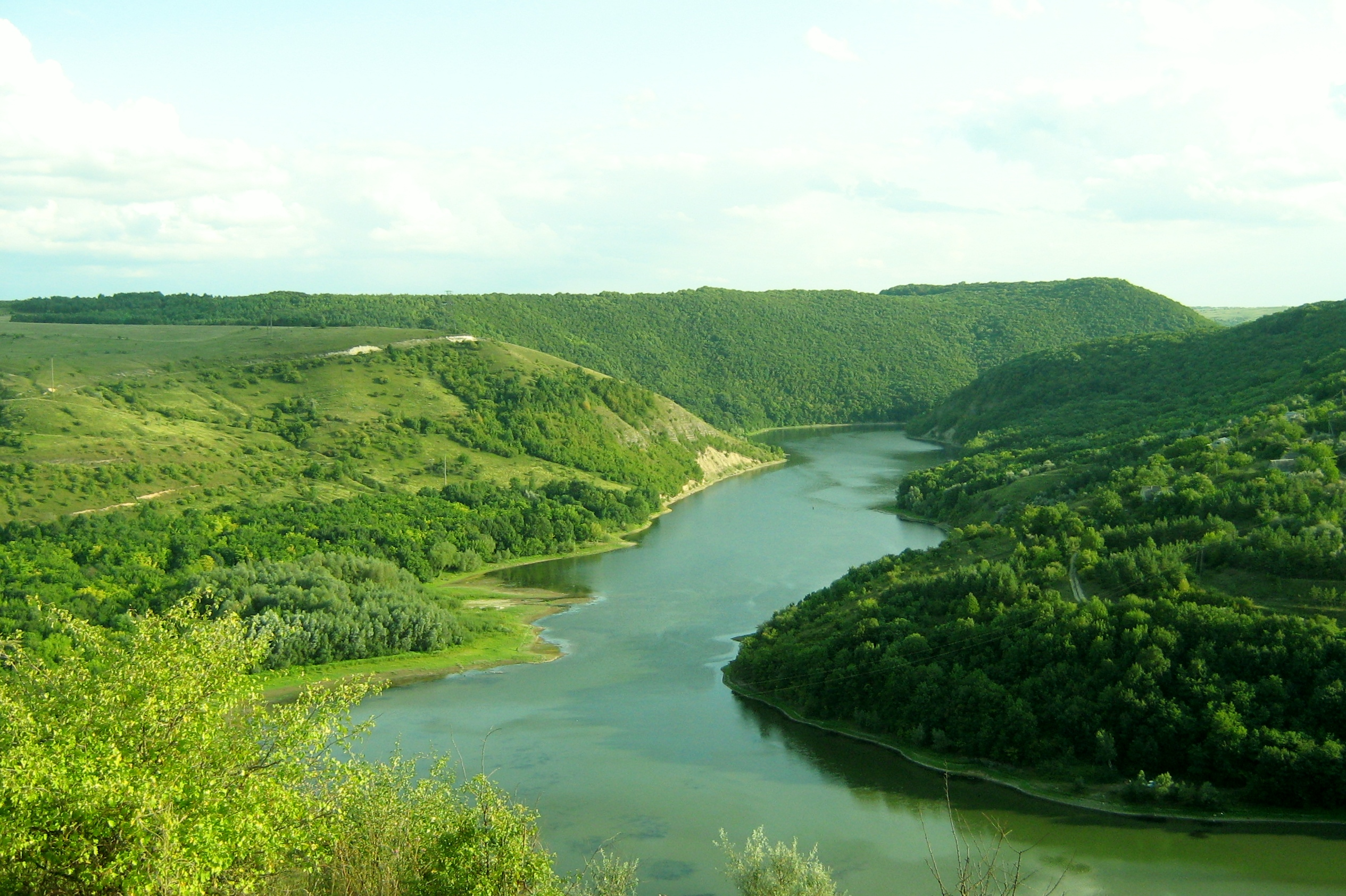
Тернавский каньон
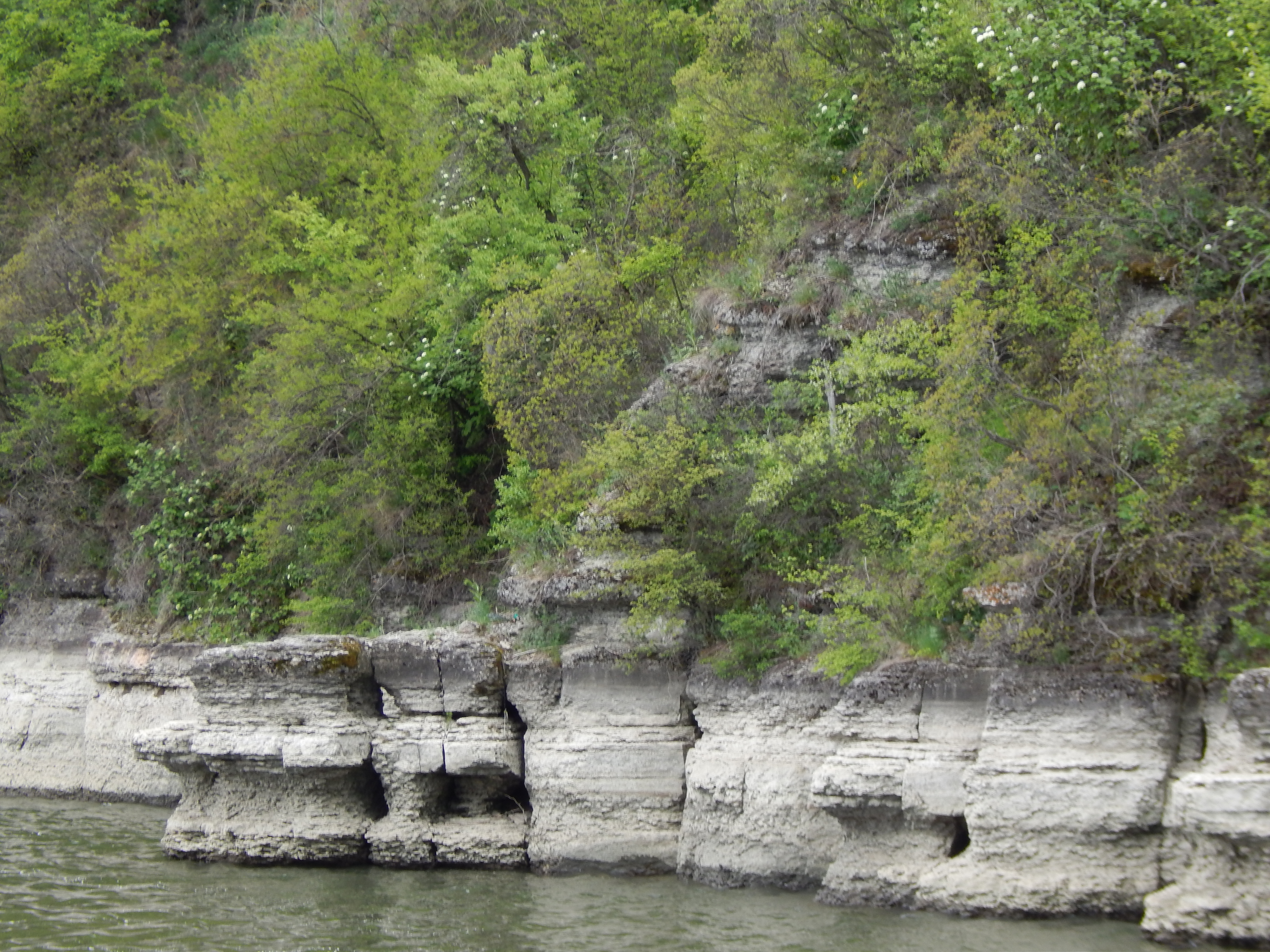
Чудо природы
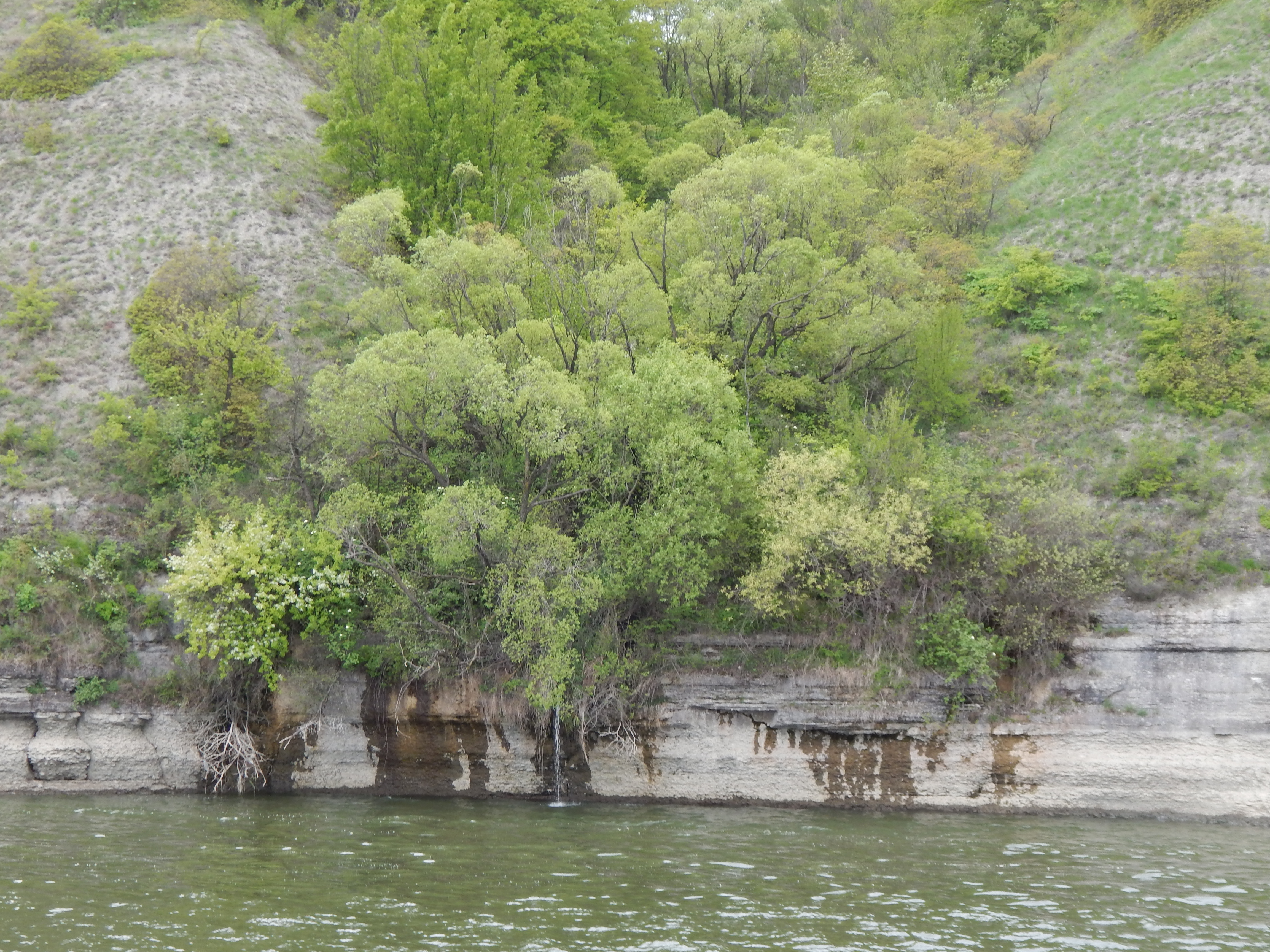
Родники на днестровских скалах
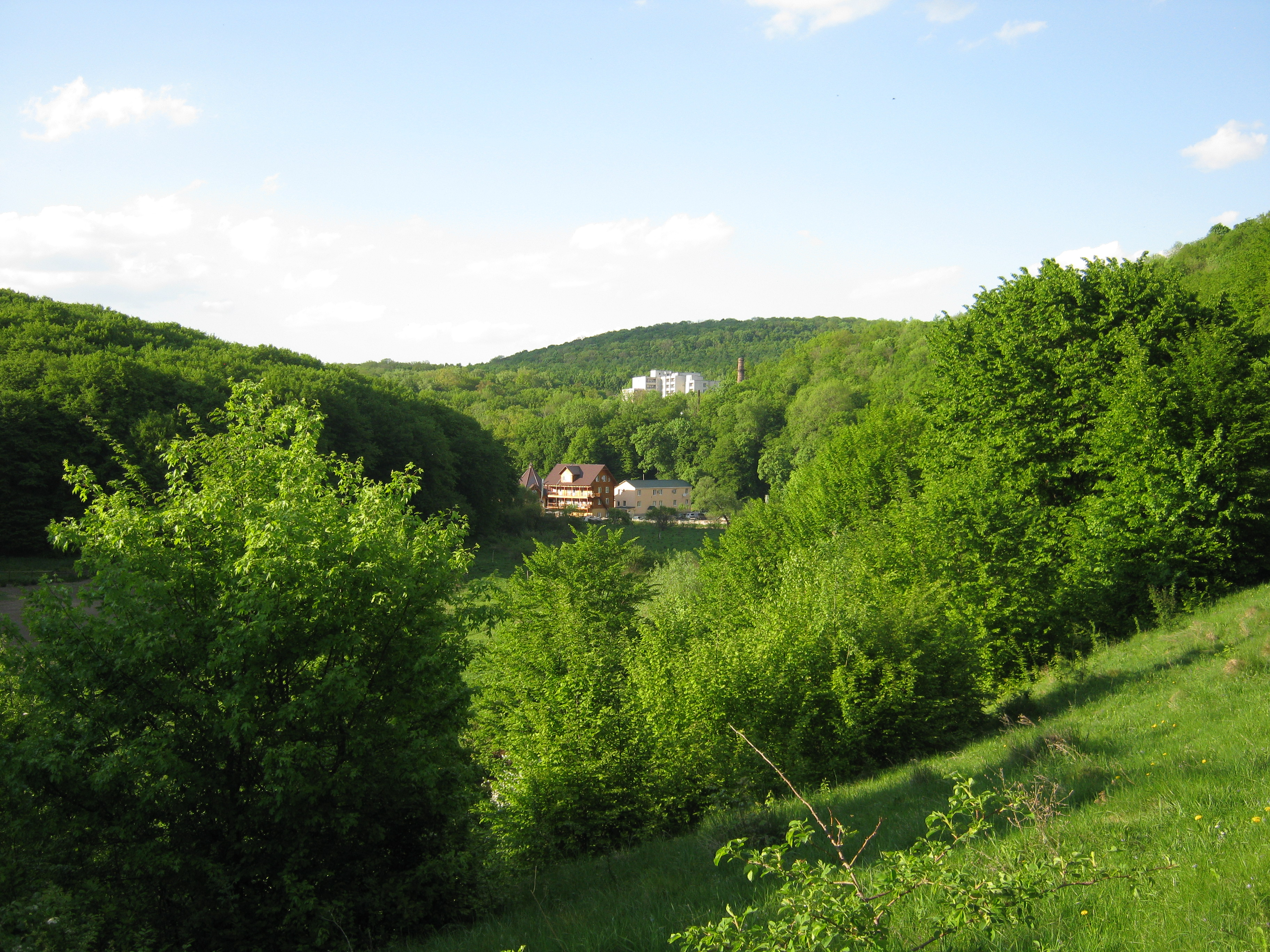
Сатановский каньон
Днестровское ожерелье